# Трета битка при Харков
Третата битка при Харков е поредица от сражения на Източния фронт през Втората световна война, предприети от германската група армии „Юг“ срещу Червената армия, около Харков между 19 февруари и 15 март 1943 г.
С обкръжаването на германската 6-а армия при Сталинград Червената армия предприема поредица от настъпления срещу останалата част на група армии „Юг“. Те кулминират на 2 януари 1943 г. с началото на операциите „Звезда“ и „Галоп“. Бойните действия през януари и началото на февруари пробиват германската отбрана и водят до възстановяване на съветския контрол над градовете Харков, Белгород, Курск, Ворошиловград и Изюм. Успешното настъпление кара съветските войски да се разтеглят на широк фронт, но това може да се дължи до известна степен на стратегията на Манщайн за контролирано отстъпление към Днепър. На 2 февруари след капитулацията на германската 6-а армия Централния фронт на Червената армия насочва вниманието си на запад и на 25 февруари разширява офанзивата си срещу група армии „Юг“ и „Център“. Месеци непрекъснати операции оказват тежко влияние на съветските войски като някои дивизии разполагат само с 1000 – 2000 боеспособни войници. На 19 февруари фелдмаршал Ерих фон Манщайн започва контраатака към Харков. Тя включва свежия 2-ри СС танков корпус и две танкови армии. Голяма роля за германския успех изиграва въздушната подкрепа на 4-ти въздушен флот под командването на фелдмаршал Волфрам фон Рихтхофен, чиито 1 214 самолета извършват над 1000 излитания на ден между 20 февруари и 15 март.
Вермахтът атакува във фланга, обгражда и разгромява челните бронетанкови формирования на Червената армия на юг от Харков. Това дава възможност на Манщайн да поднови настъплението към града на 7 март. На 11 март пренебрегвайки заповедите да обкръжи Харков от север 2-ри СС танков корпус навлиза в града. Това води до четиридневни боеве преди Харков да бъде завзет от 1-ва СС танкова дивизия на 15 март. Германските войски превземат Белгород два дни по-късно създавайки дъгата, където през юли 1943 г. ще проведе битката при Курск. Загубите на Червената армия по време на германската офанзива се оценяват приблизително на 90 000 души. Боевете за Харков са особено кървави за 2-ри СС танков корпус, който губи приблизително 4 300 души, убити и ранени, до средата на март.

## Обстановка, предхождаща операцията
В началото на 1943 г. Вермахта е изправен пред криза, когато съветските войски обкръжават германската 6-а армия при Сталинград и разширяват зимната си кампания с настъпление към река Дон. На 2 февруари 1943 г. обкръжената армия се предава и около 90 000 души попадат в плен. Общите германски загуби в битката при Сталинград, без затворниците, са между 120 000 и 150 000 души. През 1942 г. германските загуби наброяват около 1,9 милиона души, а към началото на 1943 г. на Вермахта не достигат около 470 000 войника на Източния фронт. В началото на операция „Барбароса“ германците разполагат с около 3 300 танка. Към 23 януари броят им е 495, предимно по-стари модели, разположени по цялата дължина на съветско-германския фронт. След унищожението на германските войски при Сталинград Ставката нарежда на съветските сили да проведат ново настъпление, което обхваща цялото южно крило на фронта, от Воронеж до Ростов.
На 2 февруари Червената армия започва операция „Звезда“, която цели да освободи градовете Белгород, Харков и Курск. Съветско настъпление се води от четири танкови корпуса командвани от генерал-лейтенант Маркиан Попов. Те пробиват германския фронт, преминат река Донец и се насочват към германския тил. На 15 февруари два свежи съветски танкови корпуса се насочват към град Запорожие на река Днепър, който контролира последния главен път към Ростов и помещава щаба на група армии „Юг“ и 4-ти въздушен флот. Въпреки заповедта на Хитлер да се задържи града Харков е изоставен от германските сили и е завзет от Червената армия на 16 февруари. В резултат Хитлер посещава щаба на Манщайн в Запорожие, който го информира, че незабавна контраатака ще е безрезултатна. Манщайн счита, че успех може да се постигне по-късно с атака срещу разтегления съветски фланг с последващо нападение на града. На 19 февруари съветските бронирани части пробиват германските линии и се приближават до града. С оглед на влошената ситуация, Хитлер дава на Манщайн оперативна свобода. Когато Хитлер потегля, съветските войски са само на около 30 km от летището.
Заедно с операция „Звезда“ Червената армия започва и операция „Галоп“ на юг. Нейната цел е да изтласка Вермахта от Донец, превземайки Ворошиловград и Изюм, за да се влоши допълнително германската обстановка. По това време Ставката вярва, че може да реши изхода на войната в югозападна СФСР и Източна Украйна, очаквайки пълна победа.
Капитулацията на германската 6-а армия при Сталинград освобождава шест съветски армии под командването на Константин Рокосовски, които са възстановени и подсилени от 2-ра танкова армия и 70-а армия. Тези сили са прехвърлени в района, където се срещат германските група армии „Център“ и „Юг“. Известните на съветските войски като Харковска и Донбаска операция целят да обградят и унищожат германските сили в Орелската дъга, да се премине река Десна и да се обгради и унищожи група армии „Център“. Първоначално офанзивата е планирана да започне между 12 и 15 февруари, но проблеми с развръщането на войските принуждават Ставката да отложи началната дата за 25 февруари. Междувременно съветската 60-а армия изтласква германската 4-та танкова дивизия от Курск, докато съветската 13-а армия принуждава 2-ра танкова армия да защитава своя фланг. Това отваря пробив с ширина от 60 km между двете германски формирования, от което се възползва настъплението на Рокосовски. Атаките на съветските 14-а и 48-а армия срещу десния фланг на 2-ра танкова армия постигат слаби резултати, но офанзивата на Рокосовски от 25 февруари пробива германски линии и заплашва да обгради германските 2-ра танкова и 2-ра армия на юг. След началните успехи неочаквана германска съпротива значително забавя настъплението предлагайки на Рокосовски само ограничени резултати от атаките му по левия фланг и центъра. Същевременно 2-ра танкова армия успешно осъществява пробив и навлиза 160 km в германския тил, по левия фланг на съветското настъпление. Това увеличава дължината на съветския фланг с приблизително 100 km.
Докато съветската офанзива продължава, фелдмаршал фон Манщайн поставя 2-ри СС танков корпус, подсилен от 3-та СС танкова дивизия, под командването на 4-та танкова армия. Хитлер се съгласява да освободи седем непълни танкови и моторизирани дивизии за предстоящата контраофанзива. 4-ти въздушен флот, под командването на фелдмаршал Волфрам фон Рихтхофен успява да се прегрупира и увеличава броя на ежедневните излитания от средно 350 през януари до 1000 през февруари, което осигурява на германските сили стратегическо въздушно превъзходство. На 20 февруари Червената армия достига в опасна близост до Запорожие, което дава начало на германска контраатака известна на германските сили като Донецка кампания.

## Сравнение на силите
Между 13 януари и 3 април 1943 г. приблизително 560 000 военнослужещи от Червената армия участват във Воронежко-Харковската настъпателна операция. По приблизителни оценки около 6 100 000 съветски войници са разположени на Източния фронт, като други 659 000 се възстановяват от рани. За сравнение германците разполагат с 2 988 000 войници. В резултат на съветското разтегляне на фронта и загубите по време настъплението, в началото на своята контраатаката германците постигат тактическо превъзходство в жива сила и техника. Германците разполагат с 350 танка и превъзхождат съветската броня в съотношение седем към едно в точката на контакт и са далеч по-добре снабдени с гориво.

### Германски сили
По време на контраатаката Манщайн разчита на 4-та танкова армия, включваща XLVIII танков корпус и 2-ри СС танков корпус и 1-ва танкова армия, в състав от XL и LVII танков корпус. XLVIII танков корпус включва 6-а, 11-а и 17-а танкова дивизия, докато 2-ри СС танковият корпус е съставен от 1-ва СС, 2-ра СС и 3-та СС танкова дивизия. В началото на февруари 2-ри СС танков корпус наброява приблизително 20 000 войници. 4-та танкова и 1-ва танкова армия са разположени на юг от проникването на Червената армия в германски линии, като 1-ва танкова армия е на изток от 4-та танкова армия. 2-ри СС танков корпус е разположен по северния фланг на издутината, на северния фронт на група армии „Юг“.
Германците успяват да съберат около 70 000 срещу 210 000 войници от Червената армия. Не малко от дивизиите на Вермахта на Източния фронт са в непълен състав, особено след продължителните операции между юни 1942 г. и февруари 1943 г. Хитлер назначава комитет съставен от фелдмаршал Вилхелм Кайтел, Мартин Борман и Ханс Ламерс, който да набере 800 000 боеспособни мъже – половината от които идват от „несъществени индустрии“. Резултатите от това си проличават едва през май 1943 г., когато броя на германските въоръжени сили достига пик от 9,5 милион души.
До началото на 1943 г. германските бронетанкови сили претърпяват тежки загуби. За този период е необичайно една танкова дивизия да разполага с над 100 танка. Най-често дивизиите наброяват средно около 70 – 80 обслужвани танка. След боевете около Харков Хайнц Гудериан предприема програма за подсилване на механизираните войски на Германия. Въпреки неговите усилия една немска танкова дивизия може да разчита само на около 10 000 – 11 000 души, спрямо оптималния числен състав от 13 000 – 17 000. Едва към юни танковите дивизии започват да разполагат с между 100 – 130 танка всяка. СС дивизиите обикновено са с по-пълен състав от приблизително 150 танка, батальон самоходни щурмови оръдия и достатъчно полуверижни машини, за да моторизират повечето си войници от пехотата и разузнаването – съответно имат и по-голям числен състав от около 19 000 души. По това време по-голямата част от бронетанковите войски на Германия е съставена от Панцер III и Панцер IV, но 2-ра СС танкова дивизия е снабдена с известен брой танкове „Тигър I“.
4-та танкова армия се командва от генерал Херман Хот, а 1-ва танкова армия от генерал Еберхард фон Макензен. 6-а, 11-а и 17-а танкова дивизия се командват съответно от генерал Валтер фон Хюнерсдорф, Херман Балк и Фридолин фон Зенгер унд Етерлин. 2-ри СС танков корпус е командван от генерал Паул Хаусер, който ръководи и 3-та СС танкова дивизия „Тотенкопф“.

### Червена армия
В настъпателните операции на Червената армия срещу група армии „Юг“ между края на януари и началото на февруари са включените Брянския, Воронежкия и Югозападния фронт. Те са под командването на генерал Макс Рейтер, Филип Голиков и Николай Ватутин. На 25 февруари в боевете се присъединява и Централния фронт под командването на маршал Рокосовски. Брянският фронт на Рейтер е разположен по северния фланг на група армии „Юг“, Воронежкия е срещу Курск, а Югозападния е разположен на юг. Централният фронт се намира между Брянския и Воронежкия, за да се възползва от успеха на тези две формации, които създават пробив в отбранителната линия на германската 2-ра танкова армия. Съветските войски наброяват приблизително 500 000 войници като около 346 000 от тях участват в защитните боеве край Харков след началото на германския контраудар.
Съветските дивизии също са непълни. Дивизиите в 40-а армия разполагат средно с по 3 500 – 4 000 мъже, докато 69-а армия е разполага с някои дивизии, които могат да разчитат само на 1 000 – 1 500 войници. Някои подразделения имат само 20 – 50 минохвъргачки, които да осигурят огнева поддръжка. Недостигът на военнослужещи и техника кара главнокомандващия на Югозападния фронт Ватутин да поиска над 19 000 войници и 300 танка. Воронежкият фронт получава само 1600 войника от началото на операциите през 1943 г. По времето, когато Манщайн дава начало на контраатаката, загубите на Воронежкия фронт и района, който трябва да покрие, не му позволяват да окаже помощ на Югозападния фронт намиращ се на юг от него.

## Германско контранастъпление
Германското контранастъпление, известно още като Донецка кампания, се провежда между 19 февруари и 15 март 1943 г. Първоначално Манщайн планира тристепенна офанзива. Първият етап обхваща унищожението на съветския авангард. Вторият етап включва превземането на Харков, докато третия етап цели да атакува съветските сили при Курск, съвместно с група армии „Център“. Този последен етап е отменен поради началото на пролетното топене на снеговете и нежеланието на група армии „Център“ да участва в бойните действия.

### Първи етап: 19 февруари – 6 март
На 19 февруари на 2-ри СС танков корпус е наредено да нанесе удар на юг, за да осигури прикритие за атаката на 4-та танкова армия. На армейска група „Холит“ е заповядано да удържи продължаващите съветски усилия за пробив на германски линии. На 1-ва танкова армия е наредено да атакува на север в опит да пресече пътя и унищожи мобилна група Попов. Точните разузнавателни сведения за съветските сили позволяват на Вермахта да избира къде да влиза в бой и да си осигури тактическо числено превъзходство. На 1-ва и 4-та танкова армия е наредено да атакуват силно разтеглените фронтови линии на съветските 6-а и 1-ва гвардейска армия. Между 20 и 23 февруари 1-ва СС танкова дивизия пробива фланга на 6-а армия, премахва съветската заплаха за река Днепър и успешно обкръжава и унищожава редица части на Червената армия на юг от река Самара. 2-ра СС танкова дивизия „Дас Райх“ напредва в североизточна посока, а 3-та СС танкова дивизия „Тотенкопф“ се включва в бойните действия на 22 февруари и напредва успоредно с „Дас Райх“. Тези две дивизии успешно прекъсват снабдителните линии на съветския авангард. 1-ва танкова армия успява да обкръжи мобилна група Попов до 24 февруари, но значителен контингент от съветски войски успя да избяга на север. На 22 февруари притеснена от успеха на германската контраатака Ставката нарежда на Воронежкия фронт да прехвърли 3-та танкова армия и 69-а армия на юг, в опит да облекчи натиска върху Югозападния фронт и да унищожи германските сили в района на Красноград.
Съветската 3-та танкова армия започва да атакува германските части на юг от Харков, в опит да ги задържи. До 24 февруари Вермахтът изтегля дивизия „Гросдойчланд“ от фронтовата линия оставяйки 167-а и 320-а пехотна дивизия, полк от „Тотенкопф“ и елементи от Лейбщандарта да защитават западната част на издутината, създадена от съветското настъпление. Между 24 и 27 февруари 3-та танкова армия и 69-а армия продължават да атакуват тази част от германския фронт, но без особен успех. Подкрепящите съветски части са разтегнати по фронта и устрема на атаката започва да намалява. На 25 февруари Централният фронт на Рокосовски започва офанзива между германската 2-ра и 3-та танкова армия, с окуражаващи резултати по германските флангове, но не успява да поддържа същия темп в центъра на настъплението. Постепенно атаките срещу германския десен фланг също започват да се забавят с увеличаване на съпротивата, докато успеха на атаката вляво води до силно разтеглен фронт.
Изправена пред германския успех срещу Югозападния фронт, включително опитите на съветската 6-а армия да излезе от обкръжението, Ставката нарежда на Воронежкия фронт да прехвърли 3-та танкова армия на Югозападния фронт. От 3-та танкова армия две стрелкови дивизии са прехвърлени към 69-а армия и атакуват на юг в опит да унищожат 2-ри СС танков корпус. След похода на юг настъплението на 3-та танкова армия е отложено за 3 март поради недостиг на гориво и боеприпаси. 3-та танкова армия понася тежки загуби от непрекъснати атаки на бомбардировачи Юнкерс Ю 87 Щука. Настъплението започва на 3 март, но 15-и танков корпус се сблъсква с ударни части от 3-та СС танкова дивизия и е принуден да премине в отбраната. Части от дивизия „Тотенкопф“ пробиват защитните линии на 15-и корпус, свързват се с други части от същата дивизия и успешно обкръжават съветския танков корпус. 12-и танков корпус от 3-та танкова армия също е принуден да премине в отбрана, след като 1-ва СС и 2-ра СС танкова дивизия заплашват да прекъснат продоволствията на 3-та танкова армия. Към 5 март положението на съветската 3-та танкова армия е тежко и е принудена да изгради нова отбранителна линия. Малък брой военнослужещи успяват да се измъкнат на север.
Унищожаването на мобилна група Попов и 6-а армия през ранните етапи на германската контраатака създава дупка в съветската фронтова линия. Възползвайки се от некоординираните съветски опити да се справят със ситуацията Манщайн нарежда настъплението към Харков да продължи. Между 1 и 5 март 4-та танкова армия и 2-ри СС танков корпус изминават 80 km и достигат на около 16 km южно от Харков. До 6 март 1-ва СС танкова дивизия осигурява плацдарм на река Мош, което отваря пътя към Харков. Успехът на германската контраатака принуждава Ставката да прекрати настъплението на Рокосовски.
4-ти въздушен флот под командването на Рихтхофен изиграва решаваща роля за успеха на германската контраофанзива. Докато осъществява снабдителни операции при Кубанския плацдарм се увеличава средния брой на дневните излитания от 350 през януари до 1000 през февруари. Осигурява се отлична близка въздушна поддръжка. Атакувани са колони от съветски войски, танкове, укрепени позиции, снабдителни колони и складове. На 22 февруари Рихтхофен отбелязва със задоволство, че броят на излитанията за този ден е 1500. На 23 февруари броят им е 1200. Рихтхофен ръководи големите въздушни атаки в координация с генералите от Вермахта и подчинените му командири на въздушните корпуси. Той организира командването на наличните сили в единен щаб, включително едновременното използване на множество въздушни формации срещу една и съща цел. Анализ на британското правителство през 1948 г. възхвалява уменията на Рихтхофен по време на Третата битка при Харков, като изтъква постоянното му използване на принципите на „изключителна гъвкавост, координация и концентрация“.

### Настъпление към Харков: 7 – 10 март
Централният фронт под командването на Рокосовски продължава своята офанзива срещу германската 2-ра армия, която вече разполага със значителни подкрепления под формата на свежи дивизии. Подновената германска контраатака към Харков се оказва изненада за съветските войски. На 7 март Манщайн взема решение да продължи настъплението, въпреки наближаващото пролетно топене. Вместо да атакува на изток от Харков атаката е насочена на запад от града с намерение да го обкръжи от север. Танково-гренадирска дивизия „Гросдойчланд“ е прехвърлена обратно на фронта и се включва в офанзивата, като заплашва да раздели 69-а армия и остатъците на 3-та танкова армия. Между 8 и 9 март 2-ри СС танков корпус завършва настъплението си на север, разделяйки съветските 69-а и 40-а армия. На 9 март посоката на атаката се насочва на изток, за да се затвори обкръжението. Ставката включва в боевете свежите 19-а стрелкова дивизия и 186-а танкова бригада, но германското настъпление продължава.
На 9 март съветската 40-а армия извършва контраатака срещу „Гросдойчланд“ в последен опит за възстановяване на връзката с 3-та танкова армия. Това настъпление е посрещнато от разширяването на германската офанзива към Харков на 10 март. Същия ден 4-та танкова армия заповядва на 2-ри СС танков корпус да завземе Харков в кратък срок. Хаусер нарежда незабавно нападение на града с трите СС дивизии. „Дас Райх“ атакува от запад, Лейбщандарта атакува от север, а „Тотенкопф“ осигурява защитата от северния и северозападния фланг. Генерал Хот прави опити да нареди на Хаусер да се придържа към първоначалния план, но командира на 2-ри СС танков корпус решава да се придържа към собствения си план за атака. Съветската съпротива го принуждава да отложи атаката до следващия ден. Манщайн издава заповед да се продължат действията по обграждане на града, но оставя място за потенциална атака срещу Харков ако съветската съпротива е слаба. Хаусер решава да пренебрегне заповедта и да продължава с нападението.

### Боеве за града: 11 – 15 март
Рано сутринта на 11 март Лейбщандарта атакува северен Харков в две направления. 2-ри танково-гренадирски полк настъпва от северозапад и напредва от двете страни на железопътната линия Белгород-Харков. 2-ри батальон, от дясната страна на железопътната линия, атакува квартал Северни Пощи, където среща тежка съпротива. До края на деня настъплението им достига само до северната разпределителна гара. От другата страна 1-ви батальон атакува в района на квартал Алексеевка. Съветска контраатака водена от танкове Т-34 ги изтласква извън града. Благодарение на въздушна и артилерийска подкрепа от бомбардировачи Щука и щурмови оръдия Щурмгешюц, германската пехота успява проникне в града. Атака откъм тила позволява на германските сили да се задържат в този район на града. В същото време 1-ви СС танково-гренадирски полк подкрепен с бронетанкова формация атакува по главния път от Белгород. Почти незабавно са изправени пред съветска контраатака в левия им фланг идваща от летището в Харков. Германската формация успява да се заеме позиции в северните предградия на Харков. От североизток друг контингент от германска пехота, броня и самоходни оръдия прави опит овладее пътищата за Роган и Чухуев. Тази атака прониква по-дълбоко в Харков, но поради липсата на гориво германските бронетанкови части се окопават и преминават в отбрана.
Дивизия „Дас Райх“ атакува същия ден от западната страна на Харков. Навлизат в квартал Залютино, където настъплението им е спряно от дълбок противотанков ров, съветски войници и противотанкови оръдия. Съветска контраатака е отблъсната след кървава престрелка. Отряд на дивизията си пробива път към южните подходи към града и отрязва пътя за Мерефа. Около 15:00 часа Хот нарежда на Хаусер незабавно да изтегли „Дас Райх“ и да пренасочи дивизията, за да пресече пътя за отстъпление на съветски войски. Вместо това Хаусер изпраща поделение от „Тотенкопф“ с тази задача. През нощта на 11 срещу 12 март е пробита отбраната при противотанковия ров, което отворя път за преминаване на танкове. Това позволява на „Дас Райх“ да достигне главната гара на града. Хот издава заповедта за изтегляне на „Дас Райх“ още два пъти преди Хаусер да се подчини. С това приключва участието на 2-ра СС танкова дивизия в боевете за града. „Дас Райх“ се изтегля през коридор осигурен от Лейбщандарта през северната част на Харков.
На 12 март Лейбщандарта пробива съветска отбрана в северните покрайнини и започна боеве в центъра на града. До края на деня дивизията е на две пресечки от площад Дзержински. 2-ри батальон от 2-ри танково-гренадирски полк успява да обгради площада, но понася тежки загуби от съветските защитници и снайперисти. Същата вечер 3-ти батальон на 2-ри танково-гренадирски полк под командването на Йоахим Пайпер се свързва с 2-ри батальон на площад Дзержински, атакува на юг, пресича река Харков и създава плацдарм, който отварящ път към авеню Москва. Междувременно лявото крило на дивизията достига кръстовището на Волчанск и Чухуев, преминава в отбраната и отразява редица съветски контраатаки. 
На следващия ден 1-ва СС танкова дивизия атакува на юг към река Харков от плацдарма на Пайпер и преодолява постепенно съветската съпротива. В опит да хванат в капан защитниците в центъра на града, 1-ви батальон на 1-ви СС танково-гренадирски полк отново навлиза в града, използвайки пътя към Волчанск. В същото време силите на Пайпер успяват да пробият на юг като понасят тежки загуби в боевете срещу упоритата съветска отбрана. Свърват се с лявото крило на Лейбщандарта на кръстовището на Волчанск и Чухуев. Един танково-грендариски полк от „Дас Райх“ прочиства съветската съпротива в югозападния край на града до края на деня. Това поставя две трети от града под германски контрол.
Сраженията в Харков започват да затихват на 14 март. Лейбщандартът прекарва деня в прочистване на остатъци от съветска съпротива докато води настъпление по широк фронт на изток. До края на деня Харков отново е в германски ръце. Въпреки декларацията, че града е превзет, боевете продължават на 15 и 16 март. Германски части прочистват остатъците от съпротива в тракторния завод в южните покрайнини на града.

## Последици
Загубите на Червената армия наброяват около 80 000 души. От тях около 45 200 са убити или изчезнали, а други 41 200 са ранени. Между април и юли 1943 г. съветските войски отделят време да възстановят силите си в района и се подготвят за евентуално подновяване на германското настъпление известно като битката при Курск. Германските загуби са по-трудни за определяне, но известни заключения могат да се направят чрез изследване на загубите на 2-ри СС танков корпус. Трябва да се има предвид, че дивизиите на Вафен-СС често се разполагат там, където боевете са най-тежки. До 17 март се изчислява, че 2-ри СС танков корпус губи около 44% от бойните си сили, в това число 160 офицера и около 4 300 военнослужещи.
След приключване на боевете в Харков 2-ри СС танков корпус атакува съветските войски разположени югозападно от града включващи 17-а бригада на НКВД, 19-а стрелкова дивизия и 25-а гвардейска стрелкова дивизия. Опитите на Червената армия да установят връзка с остатъците от 3-та танкова армия продължават без успех. На 14 – 15 март съветските войски получават разрешение да се оттеглят на север от река Донец. Съветската 40-а и 69-а армии са ангажирани от 13 март в боеве с танково-гренадирска дивизия „Гросдойчланд“ и са разделени от германското настъпление. След падането на Харков съветската отбрана на Донец се разпада, което позволява на войските на Манщайн да се отправят към Белгород на 17 март и да го завземат на следващия ден. Калното време и изтощените войски водят до приключване на германската контраатаката скоро след това.
Военният историк Бевин Алекзандър пише, че третата битка при Харков е „последната голяма победа на германските войски на Източния фронт“ Военният историк Робърт Ситино пише, че операцията „изобщо не победа“. Заемайки от заглавието на глава от книгата „Манщайн“ на Мунго Мелвин, той описва битката като „бегъл поглед към победа“. Според Ситино Донецката кампания е успешна контратака срещу самоуверен противник с разтеглена фронтова линия, която не води до стратегическа победа.
След успеха на Германия при Харков на Хитлер са представени две възможности. Първата е да се изчака неизбежното подновяване на съветското настъпление и да проведе друга операция, подобна на тази при Харков. Да се позволи на Червената армия да атакува, да се изчака разтеглянето на фронтовата им линия, след което да се контраатакува и обгради. Втората възможност включва голяма германска офанзива от група армии „Юг“ и „Център“ срещу Курската дъга. Желанието на Хитлер да се запази фронтовата линия води до битката при Курск.